# Sit Down, Shut Up
Sit Down, Shut Up est une série d'animation pour adultes américaine en treize épisodes d'environ 22 minutes diffusés entre le 19 avril et le 21 novembre 2009 sur le réseau Fox et en simultané sur le réseau Global au Canada.
Cette série a été doublée en Belgique, mais elle reste inédite dans tous les pays francophones.

## Fiche technique
Sauf indication contraire, les informations mentionnées dans cette section peuvent être confirmées par la base de données cinématographiques IMDb,  présente dans la section « Liens externes ».
- Titre original : Sit Down, Shut Up
- Réalisation : Gregg Vanzo, Peter Avanzino, Rich Moore, Dwayne Carey-Hill, Cyrstal Chesney, Ray Claffey, Frank Marino, Raymie Muzquiz et Stephen Sandoval
- Scénario : John Aboud, Michael Colton, Richard Day, Aaron Ehasz, Dan Fybel, Laura Gutin, Alex Herschlag, Mitchell Hurwitz, Tim McLoughlan, Aisha Muharrar, Brendan Reed, Rich Rinaldi, James Vallely et Josh Weinstein
- Animation :
- Musique : David Schwartz
- Casting : Ruth Lambert et Robert McGee
- Montage : Lee Harting et Damon P. Yoches
- Production : Claudia Katz et J. Michael Mendel
  - Producteur délégué : Mitchell Hurwitz, Julie Meldal-Johnsen, Eric Tannenbaum, Kim Tannenbaum et Josh Weinstein
  - Producteur associé : Elise Belknap, Marshall Boone et Karen Kirchner
  - Coproducteur délégué : Alex Herschlag et James Vallely
  - Producteur exécutif : Geraldine Symon
  - Producteur consultant : Richard Day et Lewis Morton
- Sociétés de production : Tantamount Studios, ITV Studios, Adelaide Productions, 20th Century Fox Television et Sony Pictures Television
- Société de distribution : 20th Century Fox Television et Sony Pictures Television
- Chaîne d'origine : Fox
- Pays d'origine :  États-Unis
- Langue originale : anglais
- Genre : série d'animation pour adultes d'humour
- Durée : 22–23 minutes

## Production
À la suite des audiences décevantes des quatre premiers épisodes, Fox retire la série de l'horaire, puis diffuse les épisodes restants dans le bloc Animation Domination du samedi soir à l'automne.

## Distribution

### Acteurs principaux
- Will Arnett : Ennis Hofftard
- Jason Bateman : Larry Littlejunk
- Kristin Chenoweth : Miracle Grohe
- Will Forte : Stuart Proszakian
- Tom Kenny : Joyeux
- Nick Kroll : Andrew LeGustambos
- Cheri Oteri (VF : Colette Sodoyez) : Helen Klench
- Kenan Thompson : Sue Sezno
- Henry Winkler : Willard Deutschebog

### Acteurs récurrents et invités
- Maria Bamford (en)
- Alanis Morissette : elle-même

## Épisodes
1. Pilot
2. Miracle's Are Real
3. World's Greatest Teacher
4. Back in Time
5. High School Confidential
6. Taming of the Dude
7. Hurricane Willard
8. Mr. Hofftard Goes to Washington
9. Tackin
10. Helen and Sue's High School Reunion
11. Math Lab
12. SpEd
13. High School Musical Musical